# Ívhíd

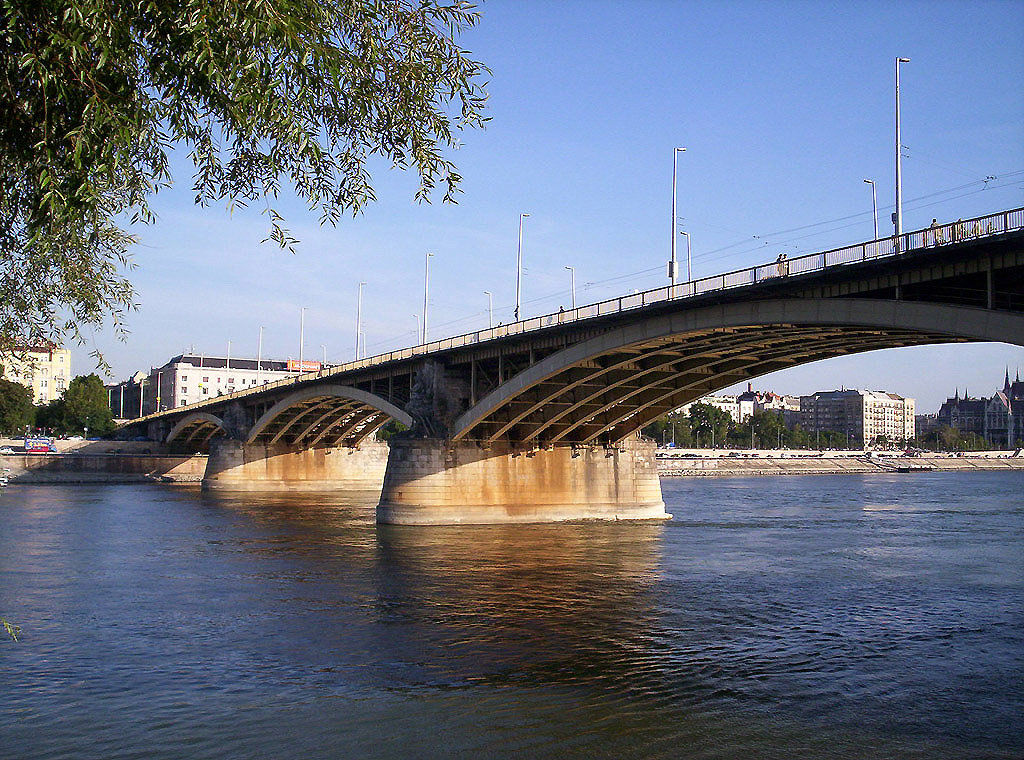
Margit híd, Budapest

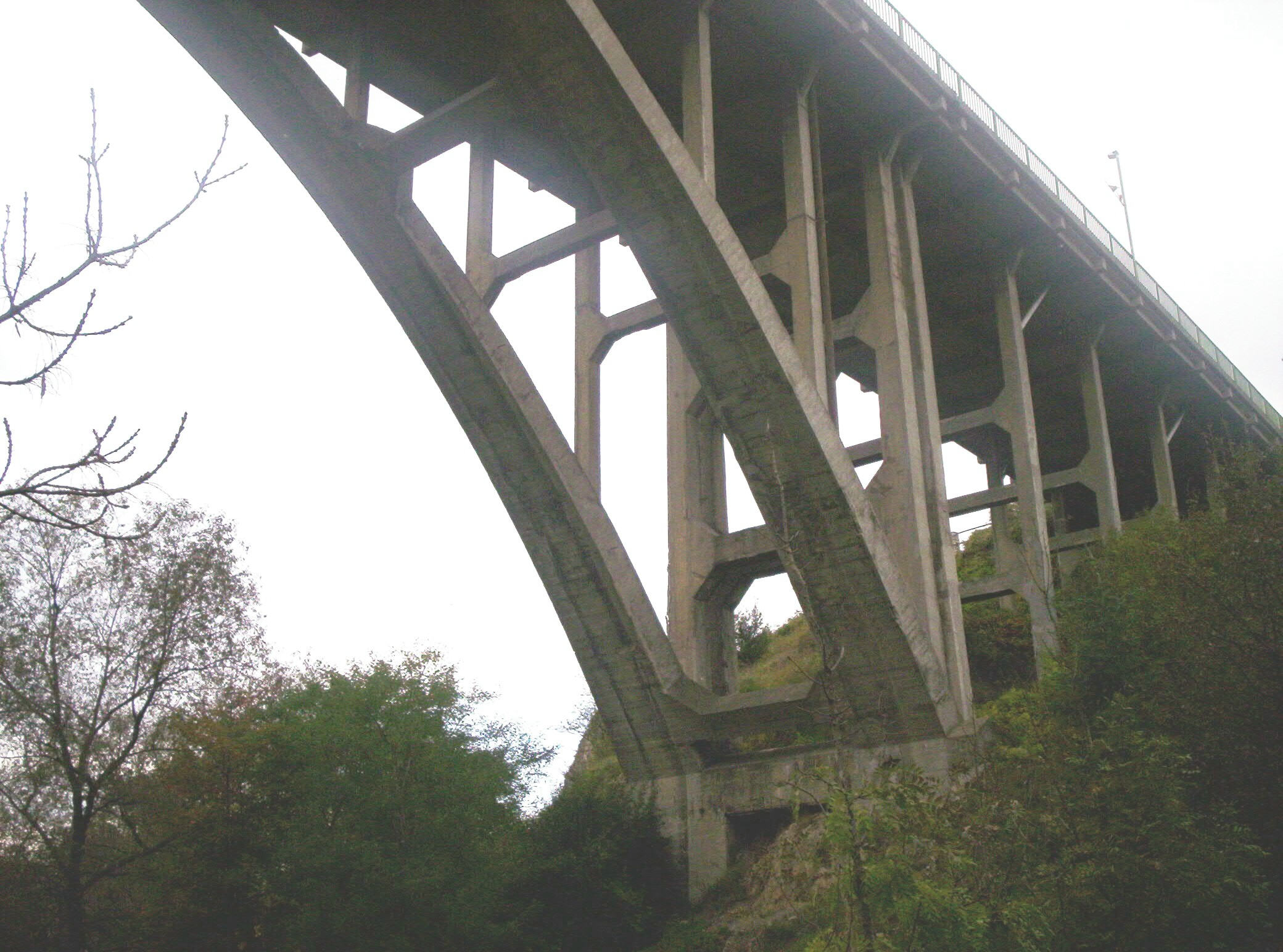
Szent István völgyhíd, Veszprém

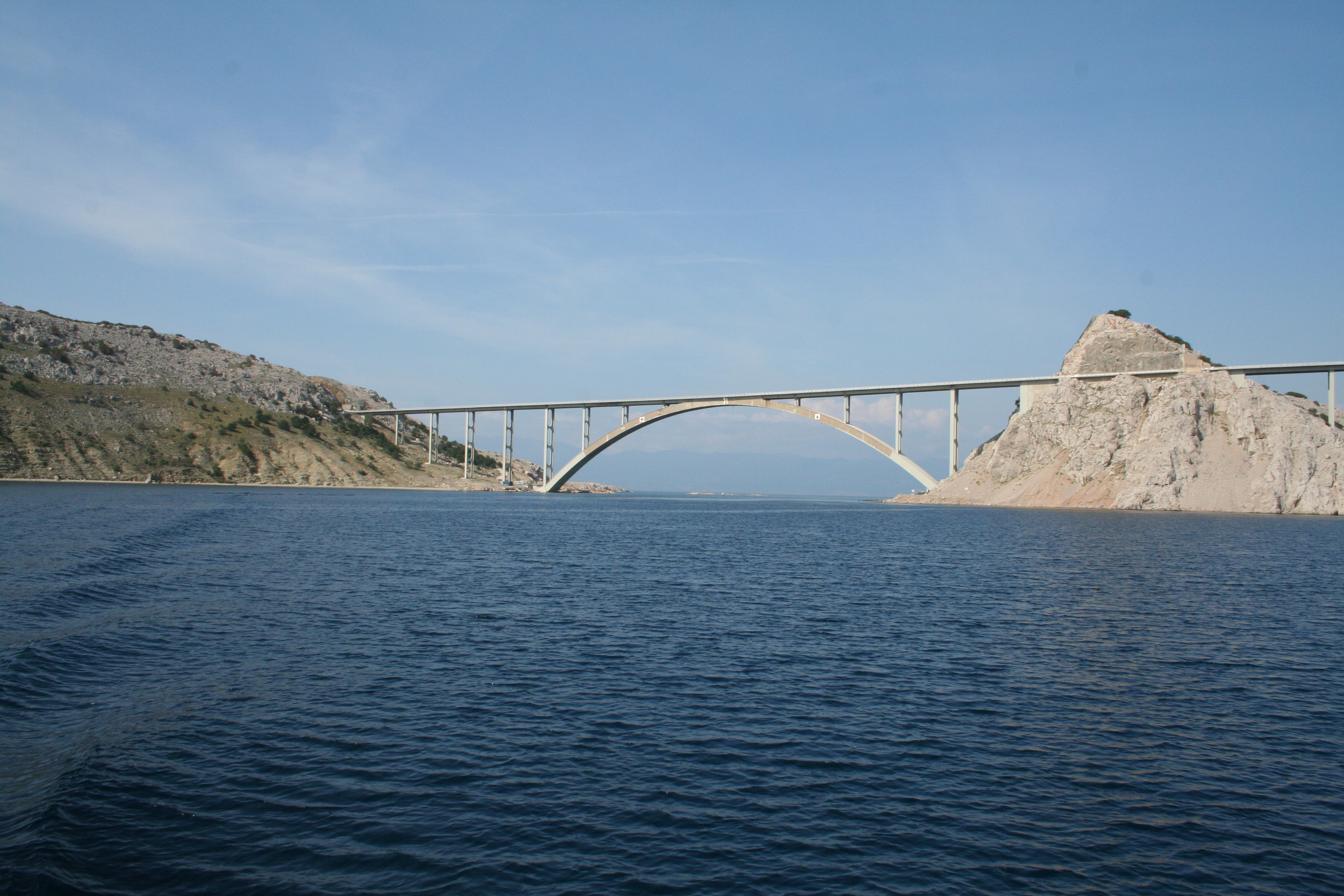
Krki híd, Horvátország

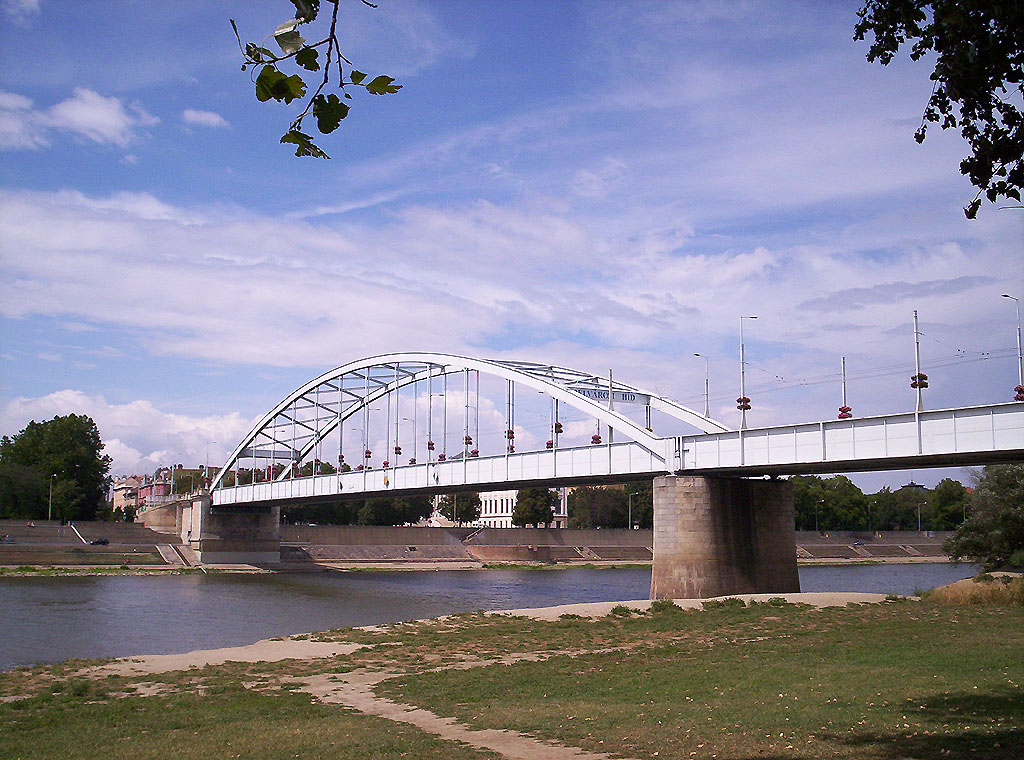
Belvárosi híd, Szeged

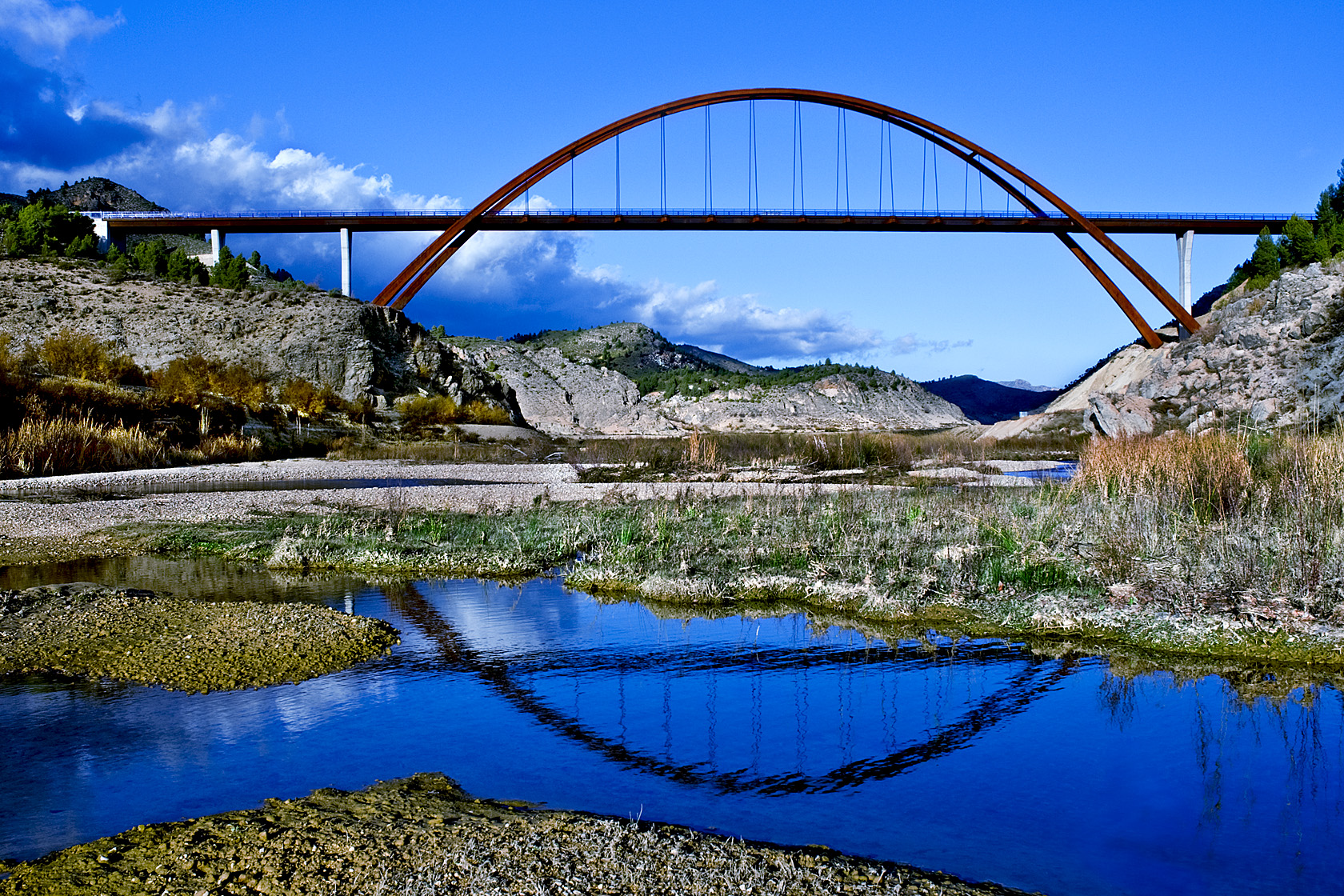
La Vicaria híd, Albacete

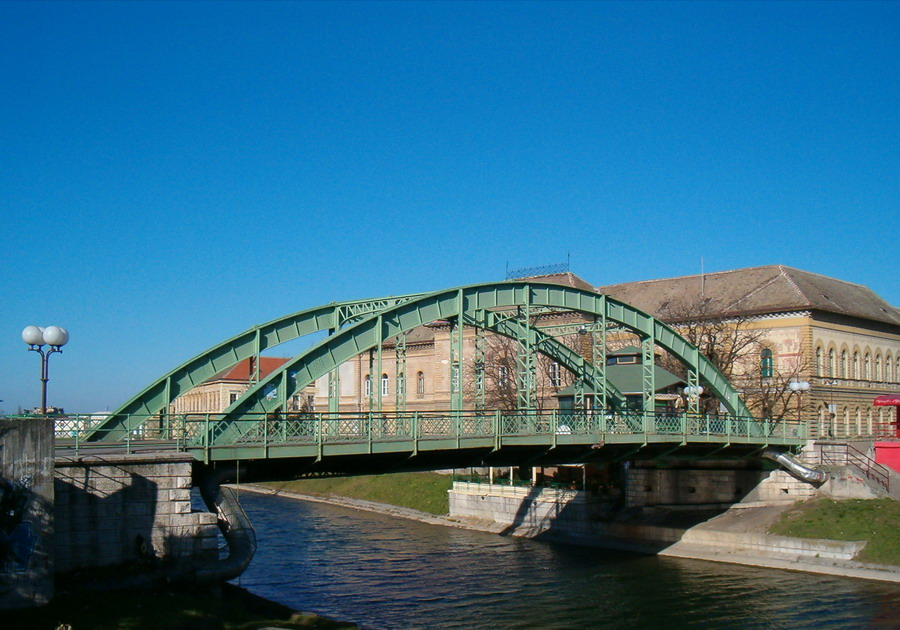
A nagybecskereki Kis-híd

Ívhíd az olyan híd, melynek hidaló szerkezetét ívtartók képezik, vagyis olyan tartók, amelyek az alátámasztásaikra a nyílásból kifelé irányuló ferde nyomást gyakorolnak.
Az ívhíd szerkezete a pilléreket (hídfőt) tehát nemcsak függőleges irányban terheli meg, hanem vízszintes irányban is (eltolásra, döntésre) megtámadja. Az ívtartók a végeiken (a vállakon) vagy egész lapjukkal támaszkodnak a pillérre (hídfőre) vagy pedig csuklókban; az utóbbi esetben némelykor még az ív közepén is van csukló, úgyhogy ekkor az ívtartó két darabból áll, amelyek a középcsuklóban egymásra támaszkodnak s a vállcsuklókban az alátámasztásokra. 
Ezen megtámasztási módok szerint nevezzük az ívhidakat: 
1. lapokra támaszkodónak,
2. kétcsuklósnak és
3. háromcsuklósnak.

Az első csoportba tartozik a budapesti Margit híd, amely egyike a legnagyobb és legszebb ívhidaknak. A Duna közepén, a Margitsziget csúcsa előtt álló széles középpillér által a híd két egyenlő részre van felosztva, melyek mindegyikében három nagy medernyílás és egy rakparti nyílás van. E két rész nincsen egy egyenesben építve, hanem mindegyik a hozzátartozó Duna-ág vízfolyás irányára merőlegesen, minélfogva tengelyvonalaik az alaprajzban egymással 150 fokos szöget zárnak be. A nyílások nagysága az említett elválasztó pillértől a partok felé: 87,88–82,66–73,50 m, amihez még mindegyik parton 20 m nyílású rakpartáthidalás csatlakozik. A híd összes hossza 572 m, a pálya szélessége a korlátok között: 16,80 m. Épült az 1872–75. években, Ernest Goüin francia mérnök tervei szerint, 5 millió forint költségen.
A második csoportba tartozik a régi szegedi közúti Tiszahíd, mely szintén egyike a legnevezetesebb ívhidaknak. Négy nyílása van, amelyeknek nagysága a bal parttól a jobb felé: 110–97–86–66 m. A hídpálya szélessége 11 m. Épült 1881–83. években 1 740 000 forint költségen. A tervezet alapeszméje Feketeházy I. magyar mérnöktől ered.
Az ívhidakon a hídpálya rendszerint az ívszerkezet fölé van helyezve, úgyhogy a hídról teljesen szabad a kilátás, ami sok esetben (p. városokban) lényeges körülmény azon kérdés eldöntésekor, hogy milyen rendszer szerint épüljön valamely áthidalás. Az ívtartókkal való megoldás azonban megkívánja, hogy a kellő szerkezeti magasság rendelkezésre álljon, vagyis hogy a helyi viszonyok (partmagasság, feljárók) lehetővé tegyék (túlságos pénzbeli áldozatok nélkül) a hídpályát olyan magasra helyezni, hogy az alatta levő ívtartónak (melynek válla az árvíz színe fölé helyezendő) elegendő ívmagasságot adhassunk.
A veszprémi Szent István völgyhíd (köznevén: Viadukt) Magyarország egyik legnagyobb és legszebb (háromnyílásos) felsőpályás vasbeton ívhídja, Veszprém város jelképe. A Völgyhíd szimbolikus képe számos helyi intézmény és vállalkozás emblémájában is megjelenik. Tervezője: Folly Róbert. A híd teljes hossza 185, míg legnagyobb magassága 37 méter. A nagyív támaszköze 46, a kis íveké 26,6–26,6 méter. A nagy és a középső kis ív találkozásánál kilátóteraszt  létesítettek. A hídról és teraszáról szép panorámaképek tárulnak fel a Várnegyedről és nyugati irányban a Séd-völgyről, s a távoli Bakony hegyvonulatáról.

## Típusok

### Alak szerint

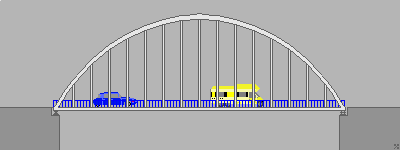
Alsópályás ívhíd
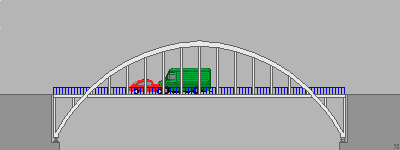
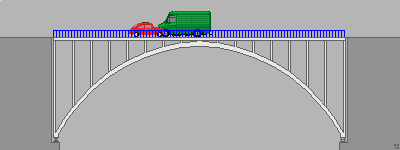
Felsőpályás
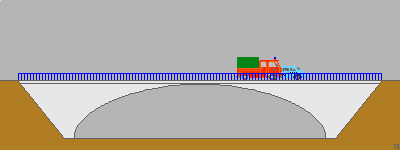
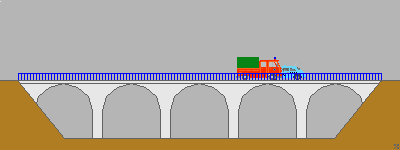

### Anyaga szerint
- acél
- vasbeton

## Külső hivatkozások
- NOVA Online – Super Bridge – Arch Bridges (angolul)
- Matsuo Bridge Co. – Arch Bridges (angolul)
- Historic Bridges of the Midwest Archiválva 2008. október 6-i dátummal a Wayback Machine-ben (angolul)
- Historic Arch Railroad Bridges in Western Massachusetts (angolul)